# 米倉けんご
米倉 けんご（よねくら けんご）は、日本の漫画家、同人作家、イラストレーター。女性。血液型はA型。
代表作に『イエローハーツ』・『淫笑う看護婦』（漫画）、『加奈 〜いもうと〜』（ゲーム原画）など。一般向けコミックでの活動は「今村夏央」、ボーイズラブ系では「米鞍賢五」「リッケン」名義で執筆している。

## 作品リスト

### 単行本（全年齢向け）
- ファイヤーキャンディ（『ヤングチャンピオン』連載、全2巻、今村夏央名義）
少年犯罪をテーマとした作品。当時、ハードな残虐描写が問題視され打ち切りとなっている。再開の予定は未定。
  1. 1999年11月20日初版発行[注 1]（1999年10月1日発売）、ISBN 4-25-314629-5
  2. 2000年4月15日初版発行[注 1]（2000年3月1日発売）、ISBN 4-25-314630-9

### 単行本（成人向け）
- ヨネケンファースト（全1巻）
1998年1月15日初版発行[注 1]（1997年12月1日発売）、ISBN 4-81-280103-6
改訂版『ヨネケンファーストR（リターンズ）』2001年8月25日初版発行[注 1]（2001年8月1日発売）、ISBN 4-57-601091-3
- ドッグスタイル（全1巻）
1998年8月25日初版発行[注 1]（1998年7月1日発売）、ISBN 4-81-280162-1
- 私立星之端学園 恋愛!?専科（『RIZE』連載、全1巻）
1999年1月10日初版発行[注 1]、ISBN 4-89-613366-8
改訂版 2003年7月20日初版発行[注 1]（2003年6月13日発売）、ISBN 4-89-613964-X
- トリプルヴァイオレーションズ（『Pet-Boy's』連載、全1巻）
1999年12月25日初版発行[注 1]（1999年12月1日発売）、ISBN 4-92-514806-0
- エヴァーグリーン（『COMIC快楽天』連載、全1巻）
2001年7月1日初版発行[注 1]（2001年6月1日発売）、ISBN 4-89-829439-1
改訂版 2010年1月20日初版発行（2009年12月18日発売）、ISBN 978-4-86-269113-2
- ピンクスナイパー（『コミックメガストア』連載、全1巻）
2002年1月7日初版発行[注 1]（2001年12月1日発売）、ISBN 4-87-734505-1
- イエローハーツ（『COMIC快楽天』連載、全3巻）
  1. 2002年6月7日初版発行[注 1]（同日発売）、ISBN 4-89-829924-5
  2. 2003年3月7日初版発行[注 1]（2003年3月1日発売）、ISBN 4-89-829939-3
  3. 2004年5月10日初版発行[注 1]（同日発売）、ISBN 4-89-829953-9
- 淫笑う看護婦（『コミックメガストア』連載、全1巻）
初回限定版 2005年9月20日初版発行[注 1]（同日発売）、ISBN 4-87-734895-6
普及版 2005年12月19日初版発行[注 1]（同日発売）、ISBN 4-87-734895-6

### ゲーム
- 加奈 〜いもうと〜（原画）
- 新世紀エヴァンゲリオン 碇シンジ育成計画（キャラクターデザインおよび原画）
- THE お姉チャンバラmobile（キャラクターデザイン）